# Donacia malinovskyi
Donacia malinovskyi es una especie de insecto coleóptero de la familia Chrysomelidae.
Fue descrita científicamente en 1810 por Ahrens.